# Майлитогайський сільський округ
Майлитога́йський сільський округ (каз. Майлытоғай ауылдық округі, рос. Майлытогайский сельский округ) — адміністративна одиниця у складі Шиєлійського району Кизилординської області Казахстану. Адміністративний центр та єдиний населений пункт — село Майлитогай.
Населення — 678 осіб (2021; 756 у 2009, 1083 у 1999, 768 у 1989).
Станом на 1989 рік існувала Первомайська сільська рада (села Бірлестік, Майлитогай, Первомай, Сулутобе) . Пізніше село Майлитогай утворило окремий Майлитогайський сільський округ.